# Mélissa Theuriau
Mélissa Theuriau (født 18. juli 1978 i Échirolles, Frankrig) er en fransk tv- journalist og nyhedsoplæser. Hun er gift med skuespilleren Jamel Debbouze.
Hun blev et internetfænomen, da en samling af hendes nyhedsoplæsninger blev uploadet og aviserne stemte hende til verdens smukkeste nyheds-reporter. Hun er i øjeblikket medchefredaktør og oplæser på interdite på fransk tv.
Theuriau har tidligere arbejdet på La Chaîne Info, LCI, TF1, Métropole 6 og Paris Premiere tv-kanaler.